# Nina Simone at Carnegie Hall
Nina Simone at Carnegie Hall è un album live della cantante e pianista jazz e soul Nina Simone pubblicato nel 1963.

## Tracce
Lato A
1. Black Swan (da The Medium) – 6:13 (Gian Carlo Menotti)
2. Theme from Samson and Delilah – 5:50 (Camille Saint-Saëns)
3. If You Knew – 3:35 (Nina Simone)
4. Theme from Sayonara (Brano strumentale) – 2:35 (Irving Berlin)

Durata totale: 18:13
Lato B
1. The Twelfth of Never – 3:20 (Paul Francis Webster, Jerry Livingston)
2. Will I Find My Love Today – 6:55 (Alex Fogarty, Sydney Shaw)
3. The Other Woman/Cotton Eyed Joe – 7:25 (Jessie Mae Robinson/Tradizionale, arrangiamento di Nina Simone)

Durata totale: 17:40

## Musicisti
- Nina Simone - voce, pianoforte
- Alvin Schackman - chitarra
- Phil Orlando - chitarra
- Lisle Atkinson - contrabbasso
- Montego Joe - batteria